# Якоба фон Баден
Якоба фон Баден (на немски: Jakobe von Baden-Baden; * 16 януари 1558; † 3 септември 1597, Дюселдорф) е маркграфиня от Баден-Баден и чрез женитба херцогиня на Юлих-Клеве-Берг и графиня на Марк и Равенсберг.

## Живот
Дъщеря е на маркграф Филиберт фон Баден-Баден (1536 – 1569) и съпругата му Мехтхилд Баварска (1532 – 1565), дъщеря на баварския херцог Вилхелм IV и принцеса Мария Якобея фон Баден.
Якоба фон Баден става рано сираче и расте в двора на чичо си херцог Албрехт V от Бавария в Мюнхен. На 14 септември 1584 г. е сгодена за лабилния Йохан Вилхелм, херцог на Юлих-Клеве-Берг и граф на Марк и Равенсберг и на 16 юни 1585 г. се омъжва за него в дворцовата капела в Дюселдорф. Бракът е бездетен.
През 1589 г. Албрехт V се разболява душевно. Тя има любовник, много по-младия амтман цу Монхайм Дитрих фон Хал. Якоба е затворена в кула на двореца в Дюселдорф. На 3 септември 1597 г. е намерена мъртва, вероятно е убита. През вечерта на 10 септември 1597 г. херцогинята е погребана без обществено присъствие в църквата Кройцхеренкирхе. На 23 март 1820 г. е преместена тържествено в цървата Ламбертус. Една къдрица от нейната коса се намира в градския музей на Дюселдорф.
Нейният съпруг се жени на 20 юни 1599 г. за херцогиня Антоанета Лотарингска, дъщеря на херцог Карл III от Лотарингия.
- Спектакъл на Рейн за женитбата на Якоба
- Турнир в Дюселдорф по случай женитбата на Йохан Вилхелм и Якоба фон Баден